# Catedral de Ruisi
La Catedral de Ruisi o Catedral de la Mare de Déu de Ruisi (en georgià: რუისის ღვთისმშობლის ტაძარი) és una església ortodoxa georgiana situada al poble de Ruisi, de la regió de Xida Kartli, al centre-est de Geòrgia. Originàriament construïda entre els segles VIII i IX, l'església va ser remodelada al segle xi i reconstruïda al segle xv. És una església de planta de creu inscrita amb una cúpula alta i una absis de ferradura a l'est. La catedral està inscrita en la llista dels Monuments Culturals destacats de Geòrgia.

## Història

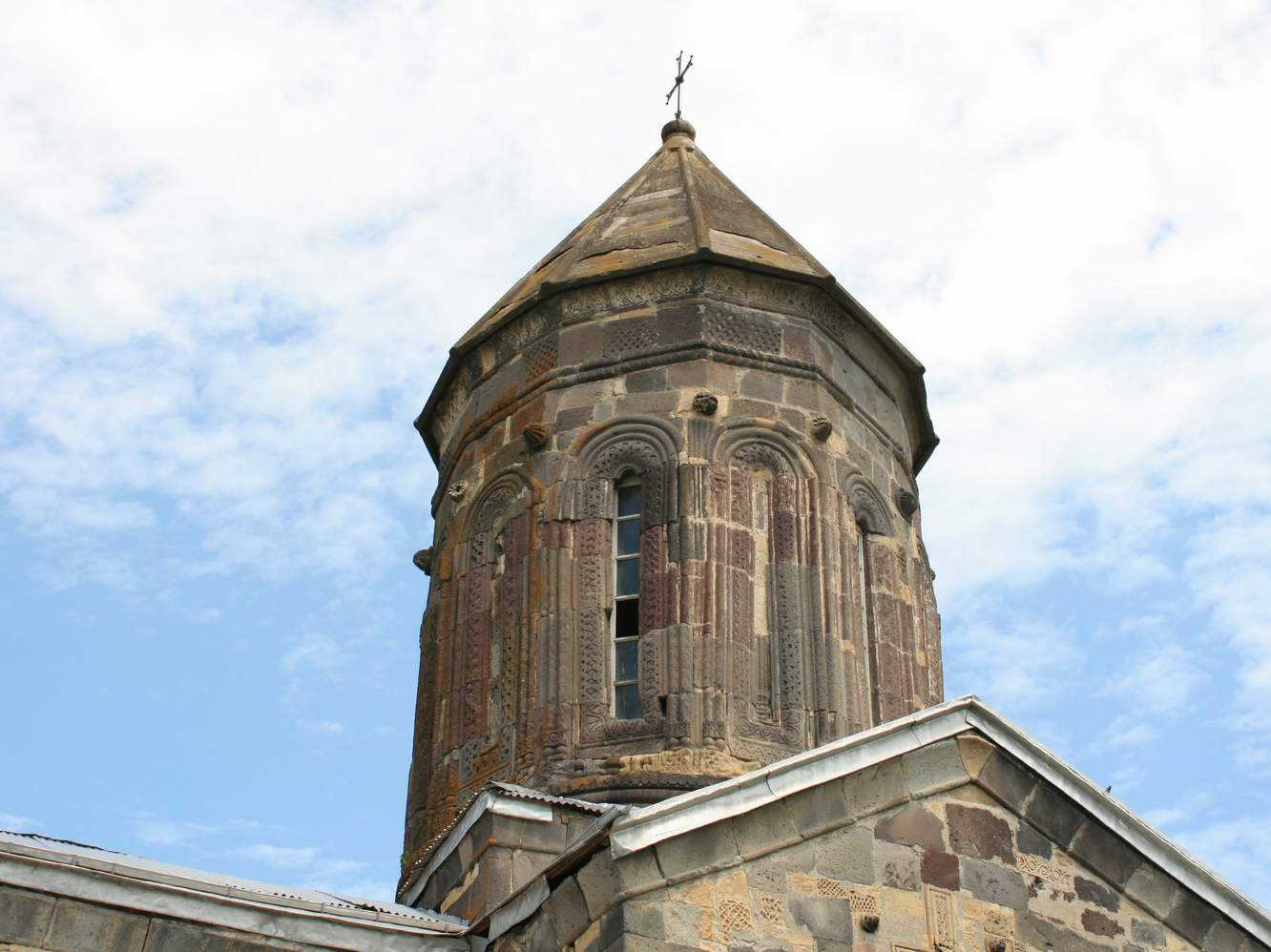
Cúpula de l'església de Ruisi

La catedral de Ruisi es troba al centre del llogaret de Ruisi, al municipi de Kareli, de la regió de Xida Kartli. És visible just al nord de la carretera Gori-Khashuri.
Ruisi és conegut en la història de Geòrgia com el lloc de coronació del nen rei Giorgi II de Geòrgia per Liparit IV, duc de Kldekari, el 1055 i un dels dos llocs de l'històric Consell de l'Església convocat pel rei David IV el 1103. També fou la seu d'un bisbat ortodox georgià, conegut per l'adjectiu Mroveli. A un dels seus bisbes, Leonti, se li atribueix la compilació d'un corpus de les Cròniques georgianes al segle xi. Al 1695, el rei Alexandre IV d'Imerècia, fet presoner a Ruisi, va ser assassinat aquí i enterrat a l'església de Ruisi.
L'edifici actual és el resultat de diverses fases de construcció, destruccions i intervencions de protecció. Les restes de la fase de construcció més antiga daten del segle viii o ix. L'església va ser posteriorment remodelada al segle x, i més endavant, al segle xi, tal com es relata en una inscripció a l'absis de la part nord. La catedral va ser gairebé completament destruïda en les invasions de Timur a Geòrgia el 1400 i reconstruïda pel rei Alexandre I de Geòrgia (r. 1412-1442), que va introduir un impost especial per recaptar fons per a la reconstrucció de Ruisi i Mtskhetha; una inscripció a la façana occidental commemora a Alexandre, mentre que a la façana sud s'esmenta l'arquitecte Shalva. L'església va ser restaurada per Dionise Laradze, bisbe de Ruisi, al segle xvi i per la reina Mariam Dadiani de Kartli a la dècada de 1660. Ruisi va ser severament danyada en el terratrèmol de Gori de 1920 i reparada en dos esforços importants: 1936-1938 i 1950-1953.

## Descripció

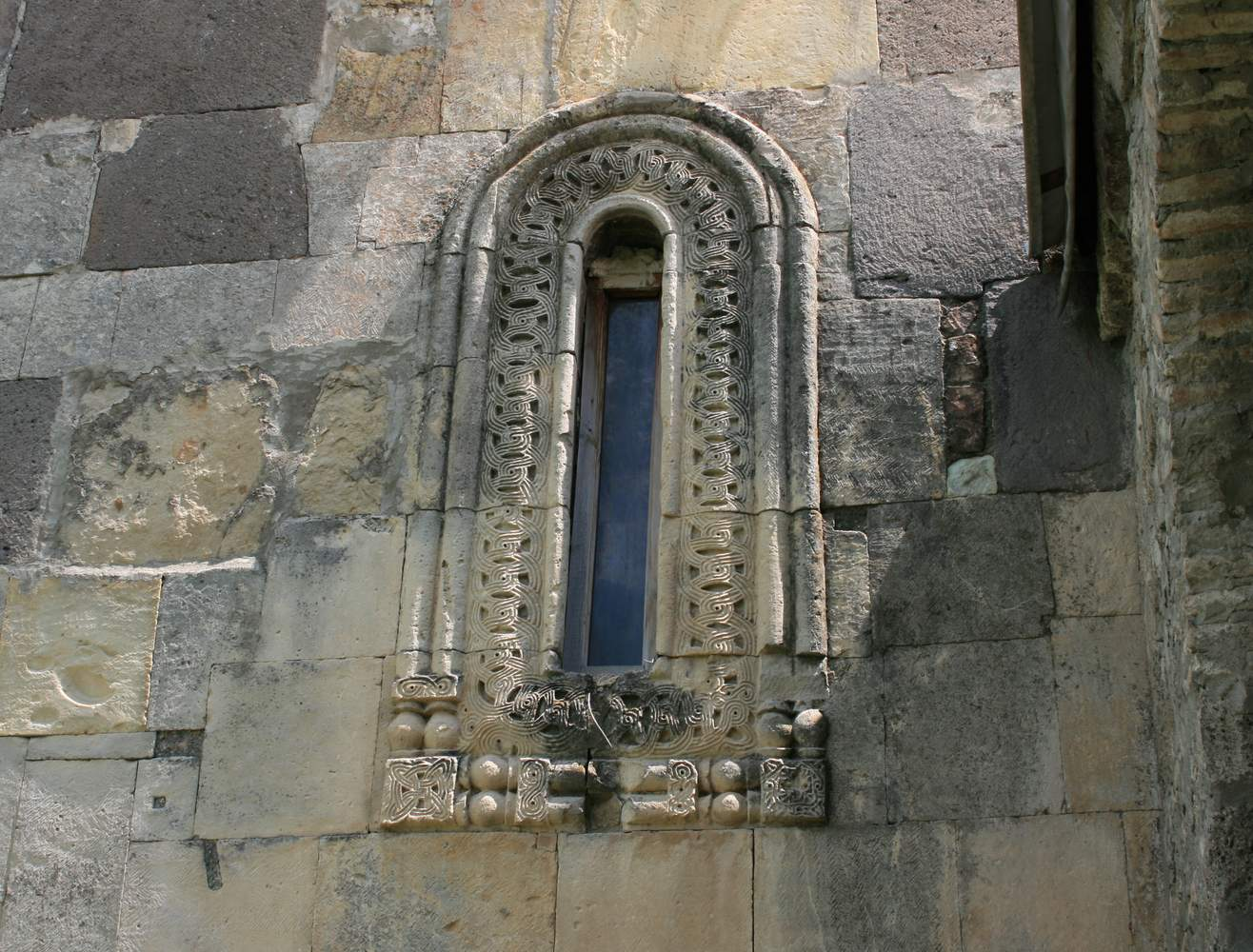
Una finestra decorada

La catedral de Ruisi és una església de creu inscrita en quadrat, que fa 27,3 × 19,6 m i s'eleva a l'alçada de 23,3 m. Està construïda amb blocs de gres, amb l'ús addicional de basalt, pedra calcària i maó en el moment de la reconstrucció. L'edifici s'alça sobre un sòcol de dos graons. S'hi pot accedir a través de tres portes rectangulars, a l'oest, sud i nord. Un nàrtex, unit a la porta oest i obert en una sèrie d'arcs en tres costats, és un annex del segle xv. L'alta cúpula dodecagonal descansa sobre quatre pilars independents. La transició de la part central quadrada al plànol circular del tambor s'efectua mitjançant petxines. La cúpula està perforada per 12 finestres, sis d'elles construïdes en el segle xv. Un absis de ferradura una mica deformada està en la punta del bema. Una alta finestra arcada està tallada a l'absis, amb un nínxol arcat sota seu.
L'altar està flanquejat per les pastofòries en cada costat, connectant les naus corresponents amb obertures d'arc. Totes dues estan cobertes amb voltes domòtiques, sostingudes per quatre trompes. L'altar està separat per un ornamentat iconòstasi gravat a la fusta instal·lat el 1781. Alguns fragments dels frescs medievals tardans són visibles a la part de l'interior. La cúpula té sostres de llauna; la resta del sostre és de teules. Les façanes estan adornades amb talles de pedra decorativa, especialment prop de les portes i finestres.
A l'oest de l'església es troba un campanar construït en un mur defensiu que envolta tot el complex. Construït en el segle xvii, és una estructura de tres pisos, que fa 7,4 × 6,8 m.

### Talles decoratives
